# Artem Galyak
Artem Galyak (tiếng Belarus: Арцём Галяк; tiếng Nga: Артём Галяк; sinh 29 tháng 8 năm 1995) là một cầu thủ bóng đá Belarus. Tính đến năm 2017, anh thi đấu cho Naftan Novopolotsk.